# Germaanse Prestatierune
De Germaanse Prestatierune (Duits: Germanische Leistungsrune)  was een op 15 augustus 1943 door de Reichsführer-SS Heinrich Himmler ingestelde onderscheiding van nazi-Duitsland. De onderscheiding werd in 1943 en 1944 uitgereikt in twee graden: zilver en brons.
Deze onderscheiding was de evenknie van het Weerbaarheidsinsigne van de SA dat alleen aan weerbare Duitsers mocht worden uitgereikt. Het Derde Rijk was tijdens de oorlog tegen de Sovjet-Unie in het Oosten en de Westerse geallieerden in het Zuiden en Westen steeds meer afhankelijk geworden van de hulp van niet-Duitsers. Dat waren de vrijwilligers en collaborateurs die, wanneer ze geen Joods of gemengd bloed hadden, dienst mochten nemen in de Waffen-SS en in aanmerking kwamen voor de Germaanse Prestatierune. Zij moesten daarvoor vergelijkbare sportieve prestaties leveren als de Duitsers. Niet-Duitsers moesten hun nationaalsocialistische gezindheid ook bewijzen in een twee uren durend examen.
De statuten voorzagen in een drie weken durende voorbereidende school. Wanneer deelname daar niet mogelijk was, bood ook een speciale cursus uitzicht op het verwerven van de Germaanse Prestatierune. De kandidaat moest dan binnen een jaar 120 praktijkuren volgen. De eerste Germaanse Prestatierunen werden in februari 1944 in Nederland uitgereikt. 

## Criteria
De kandidaten moesten op de volgende punten een voldoende halen om voor een bronzen Germaanse Prestatierune in aanmerking te komen. Voor de gouden Germaanse Prestatierune waren de "uitstekende" prestaties vereist.

### Fysieke prestaties
- 400 meter hardlopen  72.5 seconde/68 seconden.
- Verspringen  4/4.75 meter
- Handgranaat-gooien  35 meter/45 meter
- Zwemmen 300 meter  12 minuten/9 minuten
- Sport naar eigen keuze: paardrijden, motorsport, wintersport, etc.

### Weersport
- Schieten met pistool of revolver, 10 schoten uit de vrije hand over 40 meter afvuren. 40 punten/60 punten
- Terrein beschrijving  Goed/Zeer goed
- Het schatten van de drie afstanden  Goed/Zeer goed
- Oriëntatie op de terreinpunten  Goed/Zeer goed
- Terrein beschrijving en verkennen  Goed/Zeer goed
- Camouflage tegen vijandelijke waarneming  Goed/Zeer goed

### Teamprestatie
- 100 meter estafette in 17 seconden/14.5 sec.
- Touwklimmen in 12 seconden/9 seconden
- 110 meter steeplechase met de volgende hindernissen:
  - een greppel 3 meter lang en 1 meter diep,
  - hindernis 0,50 meter hoog en 4 meter lang,
  - klimmen over een obstakel van 90 centimeter hoog,
  - een loopgraaf na 110 meter vlak voor de finish,

af te leggen in 60 seconden/50 seconden.  
- 200 meter veldlopen in 10 minuten/8 minuten
- 30 kilometer marcheren met obstakels in 9.5 uur/9.5 uur

### Ideologie
Schriftelijk, 2 uur, bijvoorbeeld, de volgende onderwerpen:
- Onze vijanden Goed/Zeer goed
- Een germaan zijn of worden Goed/Zeer goed
- Mensen en het land  Goed/Zeer goed
- Mondelinge bespreking  Goed/Zeer goed

## Het versiersel
Het insigne werd op de linkerborst gespeld. In een lint of baton was niet voorzien. Het kreeg de vorm van een hakenkruis met gebogen armen met daarop de twee zwarte runen van de SS. Het zilveren versiersel is van verzilverd brons. Het bronzen versiersel is van bronskleurig oorlogsmetaal.

## Het insigne na de Tweede Wereldoorlog
De vier geallieerden hebben na de bezetting van Duitsland het dragen van alle Duitse orden en onderscheidingen, dus ook die uit het Duitse Keizerrijk van vóór 1918, verboden. Dat verbod is in de DDR altijd van kracht gebleven. Op 26 juli 1957 vaardigde de Bondsrepubliek Duitsland een wet uit waarin het dragen van onderscheidingen met daarop hakenkruizen of de runen van de SS werd verboden. Het dragen van dit insigne werd net als het dragen van de Orde van Verdienste van de Duitse Adelaar en het Ereteken voor de 9e November 1923, de zogenaamde "Blutorden", streng verboden. Ook het verzamelen, tentoonstellen en afbeelden van de onderscheiding werd aan strenge regels gebonden. Een aantal onderscheidingen werd ontdaan van de hakenkruizen en soms van hakenkruis en adelaar. In deze gedenazificeerde uitvoering mochten sommige onderscheidingen worden gedragen. Met dit insigne is dat niet het geval. Het dragen is verboden.